# René Goscinny
René Goscinny (wym. [ɾəne gɔsʨinnɨ]; ur. 14 sierpnia 1926 w Paryżu, zm. 5 listopada 1977 tamże) – francuski scenarzysta komiksowy i pisarz polsko-żydowskiego pochodzenia, jeden z najbardziej znanych twórców komiksu europejskiego.

## Życiorys
René Goscinny urodził się w Paryżu, w rodzinie imigrantów żydowskich pochodzących z Polski, jako syn Stanisława (Symchy) Gościnnego, inżyniera chemika z Warszawy i Anny Bereśniak z Chodorkowa (obecnie na Ukrainie).
Swoją karierę chciał zacząć jako rysownik, jednak nie udało mu się zdobyć pracy w studiu Walta Disneya. Dopiero po poznaniu Morrisa i Alberta Uderzo rozpoczął prawdziwą karierę jako autor scenariuszy komiksowych. W 1955 powstała seria o Lucky Luke’u, którą tworzył wraz z Morrisem; współpraca z Uderzo przyniosła opowieści o Indianinie Umpapie i Asteriksie (24 zeszyty). W 1959 Goscinny, Uderzo i Charlier założyli magazyn „Pilote”, w którym został opublikowany historyczny komiks Przygody Galla Asterixa. W „Pilote” ukazała się też seria komiksowa o Iznogudzie. René Goscinny współpracował z wieloma słynnymi twórcami komiksów, między innymi Tardim, Mandryką i Gotlibem.
Goscinny jest także autorem serii humorystycznych książek o Mikołajku, które ilustrował Jean-Jacques Sempé, ukazujących się we Francji w latach 1956–1964. Opisują one w barwny i humorystyczny sposób wydarzenia z codziennego życia małego chłopca, tytułowego Mikołajka, mieszkającego we Francji na przełomie lat 50. i lat 60. XX wieku.
Jest też reżyserem filmu animowanego Daisy Town (ang. Daisy Town, 1971) oraz współreżyserem Asteriksa i Kleopatry (1968, razem z Albertem Uderzo i Lee Payantem) oraz Dwunastu prac Asteriksa (1976, razem z Albertem Uderzo i Pierre’em Watrinem). Goscinny ma w swoim dorobku także kilka filmów fabularnych (m.in. „Szczury Paryża” (Les Gaspards) i „Dożywocie”).
Artysta zmarł w wieku 51 lat w Paryżu z powodu NZK w dniu 5 listopada 1977 r. podczas rutynowego testu wysiłkowego serca (cierpiał na dusznicę bolesną) w gabinecie lekarskim. Został pochowany na cmentarzu żydowskim w Nicei. Zgodnie z jego wolą większość jego pieniędzy przekazano głównemu rabinatowi Francji.
Po śmierci autora tekstu kolejnego komiksu o Asterixie rysownik Uderzo kontynuował rysowanie, jednak w znacznie wolniejszym tempie. W 2011 roku przekazał tę serię spółce: Jean-Yves Ferri (teksty) i Didier Conrad (ilustracje). Podobnie Morris kontynuował rysowanie kolejnego odcinka komiksu Lucky Luke we współpracy z innymi pisarzami. Również rysownik Tabary kontynuował serię o Iznogudzie.
W dowód pamięci Uderzo upodobnił jedną z postaci „Odysei Asteriksa” (fr. L’Odyssée d’Astérix) do Goscinnego.

## Twórczość

### Cykl komiksów o Asteriksie
- Przygody Galla Asteriksa (1961)
- Złoty sierp (1962)
- Asterix i Goci (1963)
- Asterix gladiator (1964)
- Wyprawa Asteriksa dookoła Galii (1965)
- Asterix i Kleopatra (1965)
- Walka wodzów (1966)
- Asterix u Brytów (1966)
- Asterix i Normanowie (1967)
- Asterix legionista (1967)
- Tarcza Arwernów (1968)
- Asterix na igrzyskach olimpijskich (1968)
- Asterix i kociołek (1969)
- Asterix w Hiszpanii (1969)
- Niezgoda (1970)
- Asterix u Helwetów (1970)
- Osiedle bogów (1971)
- Laury Cezara (1972)
- Wróżbita (1972)
- Asterix na Korsyce (1973)
- Podarunek Cezara (1974)
- Wielka przeprawa (1975)
- Obelix i spółka (1976)
- Asterix u Belgów (1979)

### Cykl książek o Mikołajku

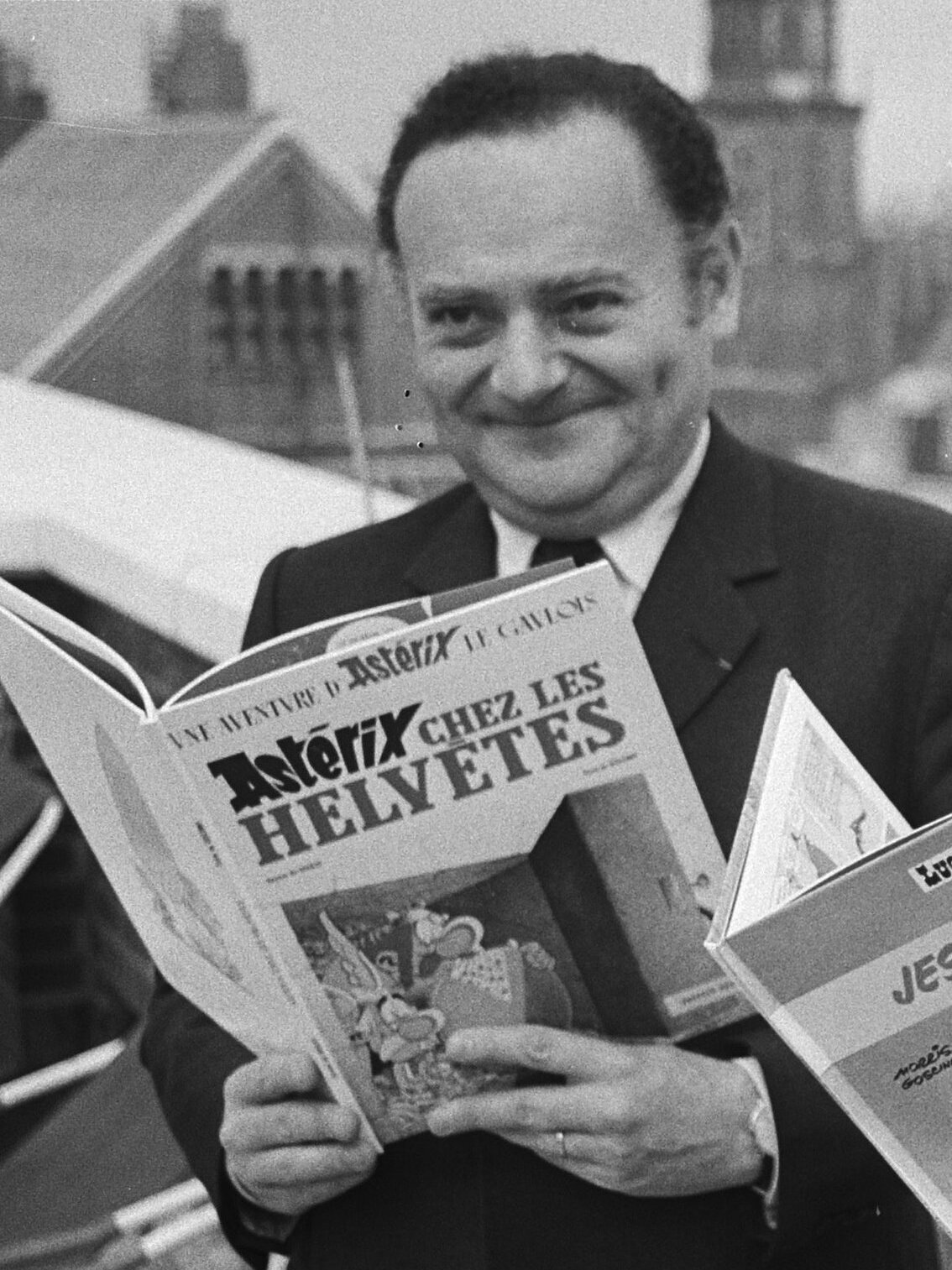
René Goscinny (1971)

- Le Petit Nicolas wyd. 1960 (Mikołajek wyd. wraz z Rekreacjami Mikołajka w 1964, samodzielnie w 1966)
- Rekreacje Mikołajka – Les Récrés du Petit Nicolas 1964
- Les Récrés du Petit Nicolas wyd. 1960 (Rekreacje Mikołajka wyd. wraz z Mikołajkiem w 1964)
- Le Petit Nicolas et les copains wyd. 1963 (Mikołajek i inne chłopaki wyd. 1979)
- Les vacances du Petit Nicolas wyd. 1962 (Wakacje Mikołajka wyd. 1980)
- Joachim a des ennuis wyd. 1964, później tytuł zmieniono na Le petit Nicolas a des ennuis (Mikołajek ma kłopoty wyd. 1982, później – Mikołajek ma kłopoty)
- Histoires inédites du Petit Nicolas wyd. 2004 (Nowe przygody Mikołajka wyd. 2005)
- Histoires inédites du Petit Nicolas. Volume 2 wyd. 2006 – premiera 5 października (Nowe przygody Mikołajka. Tom 2 wyd. listopad 2007).
- Le Petit Nicolas. Le ballon et autres histoires inéditeswyd. 2009 – premiera polska 5 listopada 2009 (Nieznane przygody Mikołajka). ISBN 978-83-240-1239-8 Wydawnictwo Znak

## Upamiętnienie
- Jego imieniem nazwano liceum przy ul. Walecznych 4/6, na Saskiej Kępie, w Warszawie – Liceum Francuskie im. René Goscinnego (Lycée français de Varsovie René Goscinny). Zasadniczo jest to także nazwa kompleksu czterech odrębnych placówek (przedszkola, szkoły podstawowej, gimnazjum, oraz tego liceum, przy czym dwie pierwsze zlokalizowano przy ul. Konstancińskiej na Sadybie)[6]. Przed ww. liceum odsłonięto jego pomnik w środę 25 września 2013[7].
- 23 stycznia 2020 r. francuski minister kultury, Franck Riester, odsłonił w XVI dzielnicy Paryża trzymetrowy, spiżowy pomnik René Goscinnego pod adresem 56, rue de Boulainvilliers, gdzie Goscinny mieszkał od 1967 do 1977[8].